# 祥哥剌吉
祥哥剌吉（藏語：སེང་གེ་རིག་འཛིན་，威利转写：Sengge rig 'dzin，意为“智慧狮子”，1284年—1332年），一作桑哥剌吉，元朝公主，真金孙女，答剌麻八剌之女。兄元武宗海山，弟元仁宗。
大德十一年（1307年）嫁给弘吉剌氏阿不歹，封为皇妹鲁国大长公主，赐永平路为分地。至大三年（1310年）其夫去世，祥哥剌吉没有随蒙古习俗，再嫁丈夫的弟弟，一直守节。元仁宗即位，封皇姐鲁国大长公主。元文宗即位后，祥哥剌吉之女卜答失里为元文宗皇后。于是被加封徽文懿福贞寿大长公主。多次受到丰厚赏赐，资财雄厚，超过元朝历代公主。
祥哥剌吉雅好收藏，英宗至治三年（1323）三月二十三日暮春，在大都南城天庆寺举行“天庆寺雅集”。雅集中，公主将她所藏的书画作品提供给参与雅集的人欣赏，并请他们为作品题跋。根据当时负责雅集的秘书监丞李师鲁记载，藏品包括了黄庭坚的行书代表作《书松风阁诗》、展子虔《游春图》、唐《定武兰亭真本》、元《元世祖出猎图》等，光是宋徽宗的作品就有五幅之多。元代文学家、侍讲学士袁桷曾专门为她撰编《鲁国大长公主图画记》，记有约41组件作品，加上其他元人题跋以及存世作品上的印章显示，公主收藏公超过50件，其中存世的书画名品有18件，包括《游春图》及《黄太史自书松风阁诗》卷等。
冯子振、赵岩等人经常为公主题写收藏，如清人顾嗣立所编的《元诗选》三集中就收有冯子振（海粟）的《奉皇秭大长公主命题王孤云渍墨角抵图》、《奉皇秭大长公主命题展子虔游春图卷》、《奉皇秭大长公主命题王鹏梅金明池图》、《奉皇秭大长公主命题周曾秋塘图》、《奉皇秭大长公主命题郭恕先升龙图二首》等诗；柳贯的《奉皇姑鲁国长公主教题所藏巨然江山行舟图》等诗；朱德润的《大长公府群花屏诗》等诗。另外袁桷、柳贯、朱德润、虞集等人的文集中也有与公主往来的记载。